# Orestes Matacena

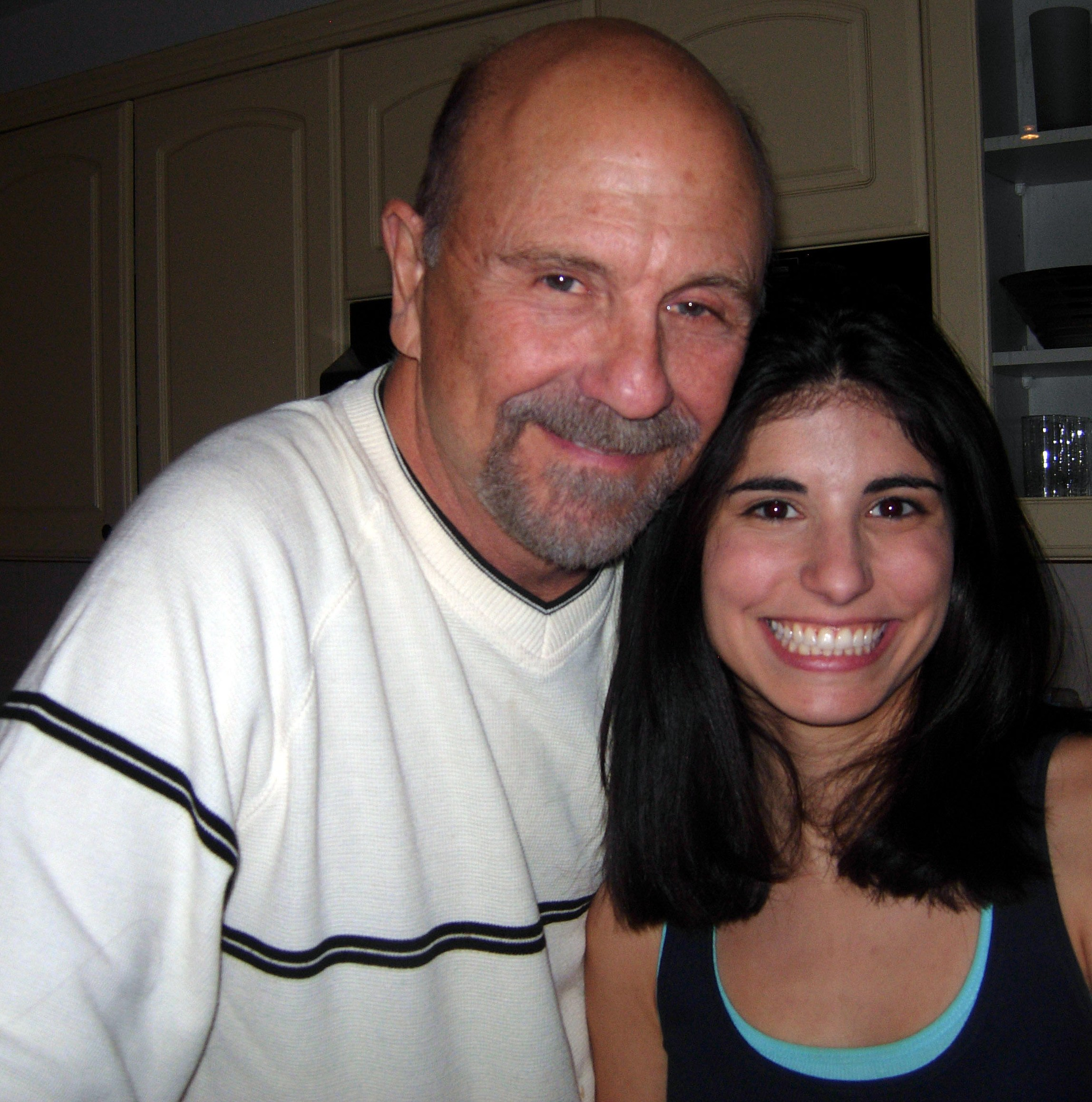
Orestes Matacena em Janeiro de 2009.

Orestes Matacena (Havana, 29 de agosto de 1941) é um ator, comediante, diretor, produtor e escritor cubano, que atua desde a década de 70. Ele é mais conhecido por interpretar o chefe da máfia Niko no filme O Máscara (1994).